# Klaus Roth
Klaus Friedrich Roth (Breslavia, 29 ottobre 1925 – Inverness, 10 novembre 2015) è stato un matematico britannico, noto per i suoi lavori sulle approssimazioni diofantee e nella teoria dei crivelli.

## Biografia
Nacque in Germania (la Slesia ne fece parte fino al 1945), ma la famiglia, per evitare le persecuzioni naziste contro gli ebrei, emigrò nel Regno Unito nel 1933. Ivi studiò, dapprima a Londra e poi a Cambridge, ove si laureò a Peterhouse nel 1945. Dal 1946 fu ricercatore all'University College London, con la supervisione di Theodor Estermann.
Il suo risultato più importante, noto come il Teorema di Thue-Siegel-Roth o più semplicemente il Teorema di Roth, è un teorema di approssimazione diofantea dei numeri algebrici. Ottenne questo risultato nel 1955, mentre insegnava all'University College di Londra. Grazie a esso ricevette la Medaglia Fields nel 1958. 
Divenne professore all'University College nel 1961, e si spostò quindi all'Imperial College di Londra nel 1966, dove rimase fino al 1988.
Nel 1991 fu insignito della Medaglia Sylvester. Morì in Scozia nel novembre 2015, due settimane dopo aver compiuto 90 anni.